# West Sharyland
West Sharyland és una concentració de població designada pel cens dels Estats Units a l'estat de Texas. Segons el cens del 2000 tenia 2.947 habitants.

## Demografia
Segons el cens del 2000, West Sharyland tenia 2.947 habitants, 676 habitatges, i 648 famílies. La densitat de població era de 492,6 habitants per km².
Dels 676 habitatges en un 69,1% hi vivien nens de menys de 18 anys, en un 78,3% hi vivien parelles casades, en un 14,5% dones solteres, i en un 4,1% no eren unitats familiars. En el 3,7% dels habitatges hi vivien persones soles l'1,9% de les quals corresponia a persones de 65 anys o més que vivien soles. El nombre mitjà de persones vivint en cada habitatge era de 4,36 i el nombre mitjà de persones que vivien en cada família era de 4,44.
Per edats la població es repartia de la següent manera: un 42,3% tenia menys de 18 anys, un 12,5% entre 18 i 24, un 28,9% entre 25 i 44, un 12,3% de 45 a 60 i un 3,9% 65 anys o més.
L'edat mediana era de 22 anys. Per cada 100 dones de 18 o més anys hi havia 89,6 homes.
La renda mediana per habitatge era de 24.602 $ i la renda mediana per família de 24.393 $. Els homes tenien una renda mediana de 17.283 $ mentre que les dones 15.125 $. La renda per capita de la població era de 8.383 $. Aproximadament el 31,5% de les famílies i el 30,9% de la població estaven per davall del llindar de pobresa.

## Poblacions més properes
El següent diagrama mostra les poblacions més properes.